# サンフランシスコ連邦準備銀行
サンフランシスコ連邦準備銀行（Federal Reserve Bank of San Francisco）は、アメリカ合衆国の連邦準備銀行のひとつ。連邦準備制度の第12連邦準備区を管轄している。カリフォルニア州のサンフランシスコに本部がある。現総裁はメアリー・C・デイリー（Mary C. Daly、2015年10月1日 - ）。

## 所在地
- 本部：101 Market Street, San Francisco, CA
- ロサンゼルス：950 South Grand Avenue, Los Angeles, CA
- フェニックス：1550 North 47th Avenue, Phoenix, AZ
- ポートランド：1500 SW First Avenue, Portland, OR
- ソルトレイクシティ：120 South State Street, Salt Lake City, UT
- シアトル：1015 Second Avenue, Seattle, WA

## 管轄地区
- 第12地区
  - アラスカ州
  - アリゾナ州
  - カリフォルニア州（本部所在地）
  - ハワイ州
  - アイダホ州
  - ネバダ州
  - オレゴン州
  - ユタ州
  - ワシントン州
  - グアム
  - アメリカ領サモア
  - 北マリアナ諸島